# Дангда, Терасил
Терасил Дангда (тайск. ธีรศิลป์ แดงดา, род. 6 июня 1988 года в Бангкоке) — тайский футболист, игрок «Бангкок Юнайтед» и сборной Таиланда.

## Ранние годы
Терасил родился в Бангкоке, его родители из провинции Сурин, регион Исан. Его отец также был футболистом и играл за команду Королевских ВВС. Младшая сестра Терасила, Таньекарн, также футболистка, является нападающей женской сборной Таиланда по футболу, а также играла за шведский «Эстерсунд».

## Клубная карьера

### Ранняя карьера
Терасил начал свою футбольную карьеру в 2003 году, в возрасте 15 лет, играя за молодёжный футбол в Успенском колледже Тонбури. Два года спустя он покинул колледж из-за отсутствия профессиональной команды (она была основана только в 2011 году).
В сезоне 2004/05 Тирасил присоединился к команде Технического училища авиации из второго по силе дивизиона. В том же сезоне он дебютировал на профессиональном уровне и забил три мяча в шести матчах за клуб.
В 2006 году Терасил перешёл в «Раджпрачу», где стал ключевым игроком атакующего звена и лучшим бомбардиром клуба (девять голов в 18 играх), а также отдал пять голевых передач.
В 2007 году Терасил присоединился к клубу второго дивизиона «Муангтонг Юнайтед» и вместе с командой вышел с первого места в высшую лигу, внеся свой вклад в виде семи мячей и шести результативных передач.

### Европа и возвращение в Таиланд
25 июля 2007 года Терасил наряду с Суре Сухой и Киатправутом Саиуаео прибыл на просмотр в «Манчестер Сити», их пригласил тайский бизнесмен Таксин Чиннават, который приобрёл «Сити» в том же месяце. Из-за долгого ожидания разрешения на работу все трое подписали контракты только 16 ноября.
Однако из-за проблем с разрешением на работу в ноябре Терасил вместе с Сухой был отдан в аренду швейцарскому «Грассхопперу», но оба так и не сыграли в первой команде, лишь проведя по несколько матчей за дубль в Первой лиге. Терасил забил два гола в шести матчах за резервную команду и вернулся в «Сити» в июне 2008 года. По возвращении он всё ещё не мог играть в Англии, а после продажи клуба Abu Dhabi United Group тайское трио покинуло команду 16 октября 2008 года. Позже Тирасил сказал, что за время, проведённое в «Сити», стал лучшим футболистом, несмотря на то, что не играл в первой команде.
Вскоре после расторжения контракта Терасил вернулся на родину и снова присоединился к «Раджпраче» на оставшуюся часть сезона. Он забил шесть голов в восьми играх, а клуб финишировал в середине турнирной таблицы.

### «Муангтонг Юнайтед»
В 2009 году Терасил вернулся в «Муангтонг Юнайтед». 8 марта 2009 года он дебютировал в Премьер-лиге Таиланда в домашнем победном матче (3:0) над «Портом». Футболист завершил сезон с семью мячами, а «Муангтонг» стал чемпионом Таиланда.
В 2010 году Терасил повторил свой голевой показатель предыдущего сезона и помог команде защитить титул чемпиона Таиланда. В 2011 году он стал лучшим бомбардиром клуба, забив 13 мячей, однако «Муангтонг» финишировал третьим. Также в июле Терасил получил приглашение на просмотр от «Куинз Парк Рейнджерс».
В 2012 году «Муангтонг» на протяжении всего сезона оставался непобеждённым. 18 октября Терасил забил четыре мяча в одном матче, со счётом 8:1 его команда разгромила ББЧЮ. Десять дней спустя он забил в матче против «БЭК Теро Сасана», соперники сыграли вничью 2:2. Этот гол гарантировал Терасилу титул лучшего бомбардира, он довёл свой счёт до 24 мячей и побил предыдущий рекорд Ронначаи Сайомчаи (23 мяча), установленный в 1998 году.
После результативного сезона Терасила пригласили на просмотр два клуба испанской Ла-Лиги: «Атлетико Мадрид» и «Хетафе» — поскольку первый клуб сотрудничал с «Муангтонгом», в январе 2013 года он отправился в стан «матрасников». В июне также появилась информация об интересе к игроку со стороны «Трабзонспора».
9 января 2013 года Терасил отправился в Испанию на двухнедельный просмотр в «Атлетико Мадрид». После первой тренировки со столичным клубом он описал испанский футбол словами «очень быстрый, сильный и с отличным качеством». Через четыре дня Дангда также посмотрел с трибун победный матч «Атлетико» с «Реал Сарагосой», а в феврале вернулся в «Муангтонг».
Первый гол в сезоне Терасил забил 2 марта 2013 года, его команда со счётом 2:1 обыграла «Арми Юнайтед». Свой второй гол он забил в конце месяца, в домашнем матче со счётом 3:0 был разгромлен «Сонгкхла Юнайтед». Он снова забил в следующие выходные в матче против «Ратчабури». После семи матчей без голов Терасил снова забил 29 мая в ворота «Суфанбури», но этот гол стал лишь голом престижа, его клуб проиграл со счётом 1:3. 23 июня он сделал дубль в игре против «БЭК Теро», 5 октября оформил первый хет-трик в сезоне, «Муангтонг» со счётом 3:1 победил «Джумпараси Юнайтед».
В 2013 году Терасил также впервые сыграл на групповом этапе Лиги чемпионов АФК, однако «Муангтонг» проиграл все матчи, за исключением ничьи 2:2 с «Чонбук Хёндэ Моторс». Терасил закончил сезон с 16 голами в лиге (21 в целом).
Тирасил начал сезон 2014 года в качестве оттянутого форварда, играя в паре с новичком команды Джеем Ботройдом. Он забил два гола во второй игре сезона против ТОТа (победа 3:0). Терасил сыграл в 18 матчах лиги, забив девять мячей.
2 июля он сыграл свой, как предполагалось, последний матч за «Муангтонг» в Кубке Лиги, его команда с минимальным счётом проиграла «Бурирам Юнайтед». После матча Терасил попрощался с фанатами «Муангтонг».
По возвращении из аренды он помог «Муангтонг» выиграть тайскую лигу 2016 года. В следующем сезоне 11 марта 2017 года он забил 100-й гол за свой клуб в матче против «Накхон Ратчасима». Кроме того, он побил рекорд Пипоба Он-Мо (108 голов в чемпионате), он забил 109-й гол, оформив дубль в матче против «Супер Пауэр Самут Пракан».

### Аренда в «Альмерию»
21 февраля 2014 года Терасил подписал арендное соглашение с «Альмерией» на один сезон, таким образом он стал первым футболистом из Таиланда и Юго-Восточной Азии в Ла-Лиге. Он прибыл в свой новый клуб 9 июня, в аэропорту его встречали болельщики.
Терасил дебютировал в чемпионате Испании 23 августа 2014 года, заменив Фернандо Сориано на 65-й минуте домашнего матча против «Эспаньола», соперники разошлись ничьей 1:1. 5 декабря он впервые вышел в стартовом составе в матче кубка Испании и забил второй гол своей команды, которая одержала победу со счётом 4:3 над «Реал Бетис».
Не сумев закрепиться в Испании, 20 января 2015 года Терасил вернулся в «Муангтонг Юнайтед».

### Япония
20 декабря 2017 года Терасил подписал арендное соглашение с «Санфречче Хиросима». Он официально дебютировал в матче против «Консадоле Саппоро», где играли его бывшие товарищи по «Муангтонг» Чанатхип Сонгкрасин и Джей Ботройд, Терасил забил победный гол своего клуба. Он вернулся в «Муангтонг Юнайтед», несмотря на то, что «Санфречче Хиросима» хотела оставить игрока на следующий сезон.
В январе 2020 года Терасил подписал контракт с «Симидзу С-Палс». Он дебютировал 22 февраля в матче против «Токио», забив гол престижа, его команда проиграла со счётом 3:1. В лиге J1 2020 года он забил три гола в 24 матчах за клуб.

### «Би Джи Патхум Юнайтед»
В декабре 2020 года Терасил вернулся в тайскую Лигу 1, подписав контракт с «Би Джи Патхум Юнайтед». В своём дебютном матче 6 февраля 2021 года Терасил забил свой первый гол за «Патхум», чем помог одержать победу со счётом 2:0 над «Полис Теро». В первом сезоне с клубом он выиграл чемпионский титул. 6 августа 2022 года в Кубке чемпионов Таиланда «Патхум» победил «Бурирам Юнайтед» со счетом 3:2, выиграв турнир второй раз подряд. 29 мая 2023 года «Патхум Юнайтед» объявил о продлении контракта с Терасилом до сезона 2024/25. 14 июня 2024 года в финале Кубка лиги Таиланда 2023/24 Терасил забил победный гол на 8-й минуте компенсированного времени, обеспечив клубу над своим бывшим клубом «Муангтонг Юнайтед». В матче клубного чемпионата АСЕАН 2024/25 против камбоджийского клуба «Свайриенг» Терасил забил победный гол, установив окончательный счёт матча 2:1. 17 июня 2025 года «Би Джи Патхум Юнайтед» попрощался с Терасилом после истечения срока его контракта.

### «Бангкок Юнайтед»
1 июля 2025 года Терасил подписал контракт с «Бангкок Юнайтед», взяв себе футболку под номером 10.

## Международная карьера

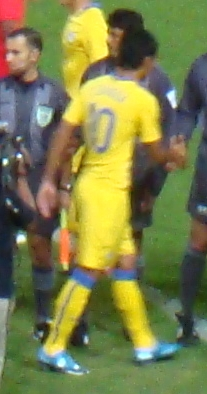
Терасил перед матчем с Сингапуром (18 ноября 2009)

В 2004 году Терасил в составе юношеской сборной до 17 лет сыграл на Кубке Азии U-17. Два года спустя он уже в составе сборной до 19 лет участвовал в Кубке Азии U-19. Он открыл счёт в матче против ОАЭ, в итоге его команда выиграла 2:1; но это была единственная победа Таиланда в турнире.
В 2007 году Терасил выступал за молодёжную сборную. Его команда не смогла квалифицироваться на летние Олимпийские игры 2008 года. В декабре 2007 года он выиграл золотую медаль на Играх Юго-Восточной Азии, забил один гол на групповом этапе Мьянме (победа 3:2). В том же году Терасил получил свой первый вызов в основную сборную, а также попал в заявку из 23 человек на домашний Кубок Азии по футболу 2007 года, будучи самым молодым в составе. Однако он сыграл только один матч во всём турнире, выйдя на замену в матче против Ирака (ничья 1:1); хозяева впоследствии заняли третье место в группе A и не вышли в плей-офф.
В октябре 2007 года Терасил забил свои первые голы за сборную. В двух отборочных матчах на чемпионат мира по футболу 2010 он забил по голу в ворота Макао, в обеих играх соперник был разгромлен со счётом 6:1 и 7:1 соответственно.

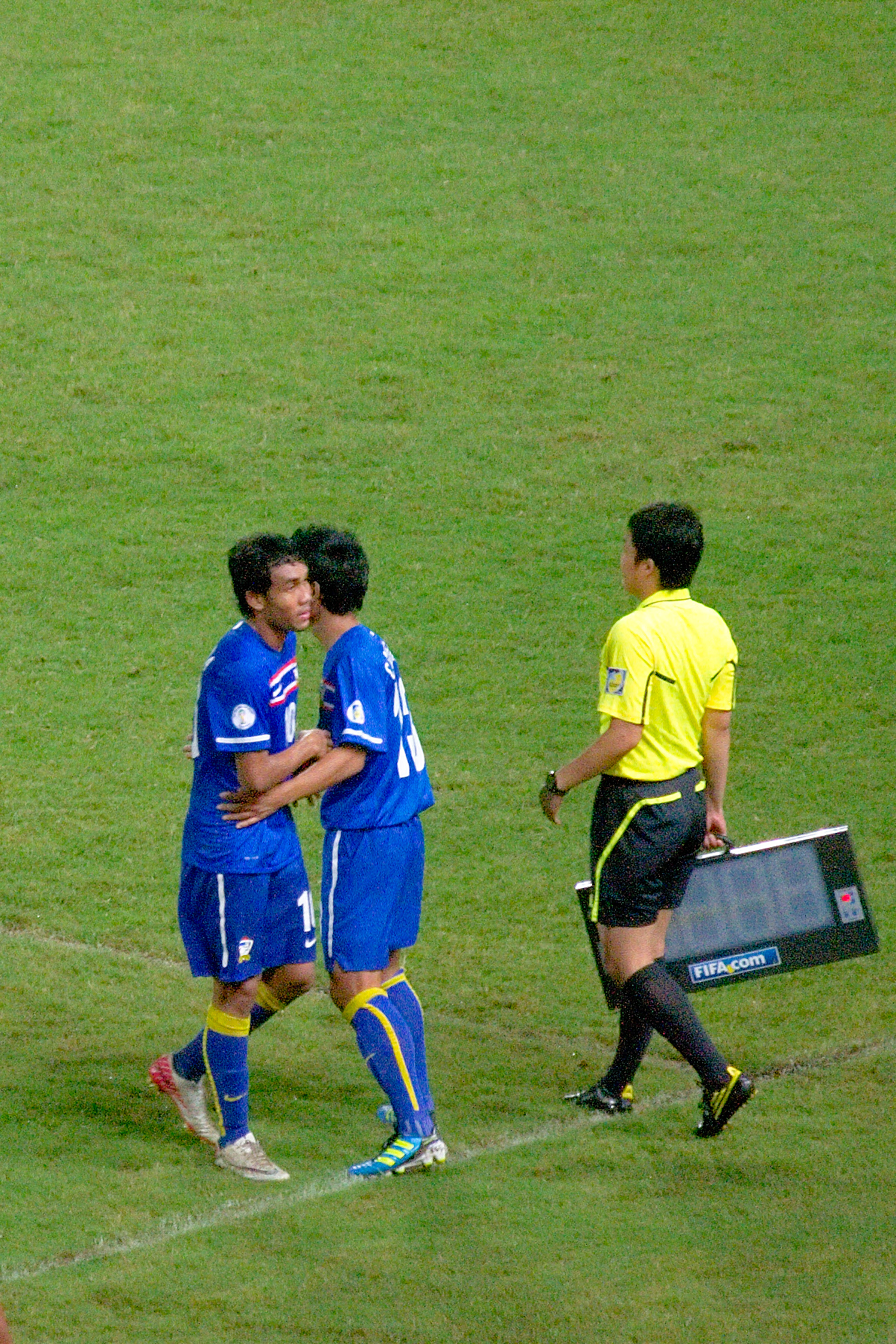
Терасила меняет Чатри Чимталай в матче с Оманом (6 сентября 2011)

Терасил также был в составе сборной на чемпионате АСЕАН 2008 года. Он забил четыре гола на турнире, а Таиланд занял второе место, проиграв в финале Вьетнаму с общим счётом 3:2. Дангда открыл счёт во втором матче, но Вьетнам сумел в добавленное время восстановить паритет и стать победителем. Тем не менее, Таиланд взял реванш на победном для себя Кубке Федерации футбола Вьетнама.
В отборочных матчах чемпионата мира 2014 года под руководством нового немецкого тренера Винфрида Шефера Терасил регулярно выходил на поле и забивал в ворота Австралии и Омана соответственно. Он был лучшим бомбардиром чемпионата АСЕАН 2012, где оформил хет-трик в матче против Мьянмы.
Терасил заработал и реализовал пенальти в товарищеском матче Таиланда против «Барселоны» в рамках азиатского турне каталонцев 2013 года. В том же году он был вызван в сборную на квалификацию Кубка Азии 2015 года. В октябре 2013 года Дангда сыграл товарищеский матч против Бахрейна и забил в ворота Ирана в следующем матче, однако его команда проиграла на выезде 1:2.
В июне 2015 года он сделал дубль в матче квалификации чемпионата мира 2018 года против Тайваня, кроме Терасила, в матче никто не забивал.
В первом матче на Кубке Азии 2019 года забил единственный гол за свою сборную, однако это не помогло команде Таиланда, которая потерпела поражение 1:4 от сборной Индии.
14 декабря 2021 года Терасил стал лучшим бомбардиром за всю историю чемпионата АСЕАН с 19 голами. Он побил рекорд Но Алама Шаха (17 голов), дважды забив Филиппинам на чемпионате АСЕАН 2020 года.

## Стиль игры
Тирасил играет на позиции классического центрального нападающего либо оттянутого форварда, так он часто опускается ближе к центру, чтобы помочь команде сохранить владение мячом. Помимо своего основного амплуа, он может играть на позиции полузащитника (атакующий полузащитник или вингер).
Терасил хорошо владеет мячом, быстрый с хорошим видением поля, благодаря чему, помимо голов, отличается большим количеством результативных передач.